# Športni park Zavrč
Športni park Zavrč – stadion piłkarski we wsi Zavrč, w Słowenii. Obiekt może pomieścić 1100 widzów. Swoje spotkania rozgrywają na nim piłkarze klubu NK Zavrč.

## Historia
Początkowo NK Zavrč posiadał jedynie skromne boisko. W 2003 roku rozpoczęto inwestowanie w infrastrukturę, budując niedużą trybunę i boisko treningowe. Kilka lat później powstało kolejne boisko treningowe. W 2013 roku NK Zavrč osiągnął historyczny sukces, awansując do słoweńskiej pierwszej ligi. W latach 2013–2015 wybudowano zupełnie nową, znacznie większą trybunę główną, mogącą pomieścić 1100 widzów, zainstalowano również sztuczne oświetlenie. W 2016 roku klub, mimo utrzymania się w pierwszej lidze, został relegowany gdyż z powodu niespełniania kryteriów finansowych nie otrzymał pierwszoligowej licencji. W kolejnym sezonie, po rozegraniu 12 spotkań, wycofał się z rozgrywek drugiej ligi, a w 2017 roku przystąpił do rozgrywek lokalnych. W 2017 roku sprzedano również sztuczne oświetlenie, które zainstalowano następnie na stadionie w Kidričevie.